# クズバ山
クズバ山（クズバやま）は、富山県中新川郡上市町にある山。標高は1,876 m。
富山県登山連盟の富山の百山の一つ。

## 概要
奥大日岳から北西に伸びる早月川支流の立山川と小又川の間にある西大谷尾根の中間にある山で、馬場島から三角錐型の山容が見える。
積雪期に馬場島から奥大日岳に向かうルートの通過点となっている。
山頂では剱岳や奥大日岳、大日岳が三方に見える。

## 山名の由来
山の形が葛の葉に似ていたことによる、

## 植生
尾根沿いに立山杉の巨木が多く見られる。
6月末頃にはハクサンシャクナゲやオオサクラソウが開花する。

## 登山
馬場島からクズバ山を終点とする登山道がある。ストイックな急斜面直登で苦しい。積雪期には馬場島から奥大日岳に至るルートの通過点となる。